# 1012 Sarema
1012 Sarema este un asteroid din centura principală, descoperit pe 12 ianuarie 1924, de Karl Reinmuth.